# もやい結び

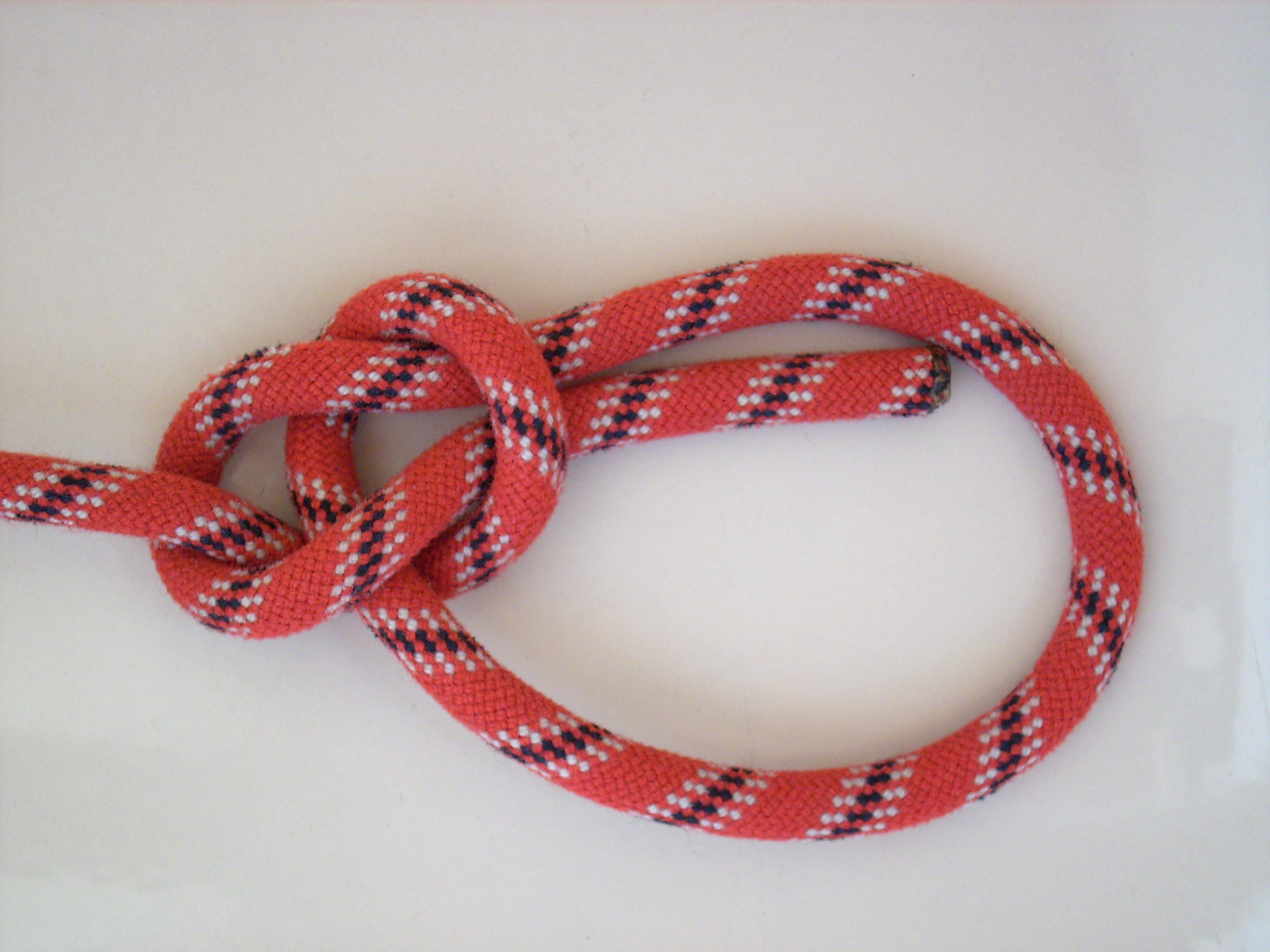
もやい結び

もやい結び（舫い結び、もやいむすび、ボウリンノット、ブーリンノット、ブーリン、ボーラインノット（Bowline/Bowline knot））とは、ロープの端に大きさの変化しない輪をつくる結び方のひとつ。使い勝手のよさや用途の多さから「結び目の王」（King of knots）と呼ばれることがある。
英語ではBowline（読み：ボウリン）というが、Bowとは船首のことで、古くは船の帆の縁を船首側に引っ張るために用いられていた。もやい結びと本質的に同じ構造の一重継ぎは石器時代から魚網に使われていたとされるが、もやい結びが初めて図示されたのは1794年に出版された船員向けの教本の中であるとされる。

## 結び方

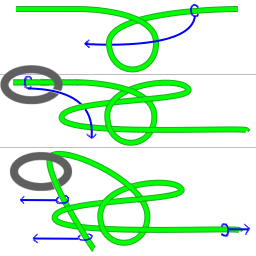
すばやい結び方

もやい結びは具体的には以下のようにしてつくることができる（下図も参照）。
1. まずロープに小さな輪（ループ）をつくる。
2. つくったループにロープの端（動端）を通す。
3. 動端をロープの固定端側の下をくぐらせる。
4. 最初のループに、動端をステップ2と逆方向に通す。

もやい結びはロープ自身を芯とみなし、てこ結びを施していると解釈することもできる。また、動端をループに通すときに上下を逆にするとラップ・ノットという別の結び目になる。
練習すれば片手で結ぶこともできる。手首のひねりを利用して手際よく結ぶ方法は、セーラーズ・メソッド（水兵の手法）と呼ばれる。

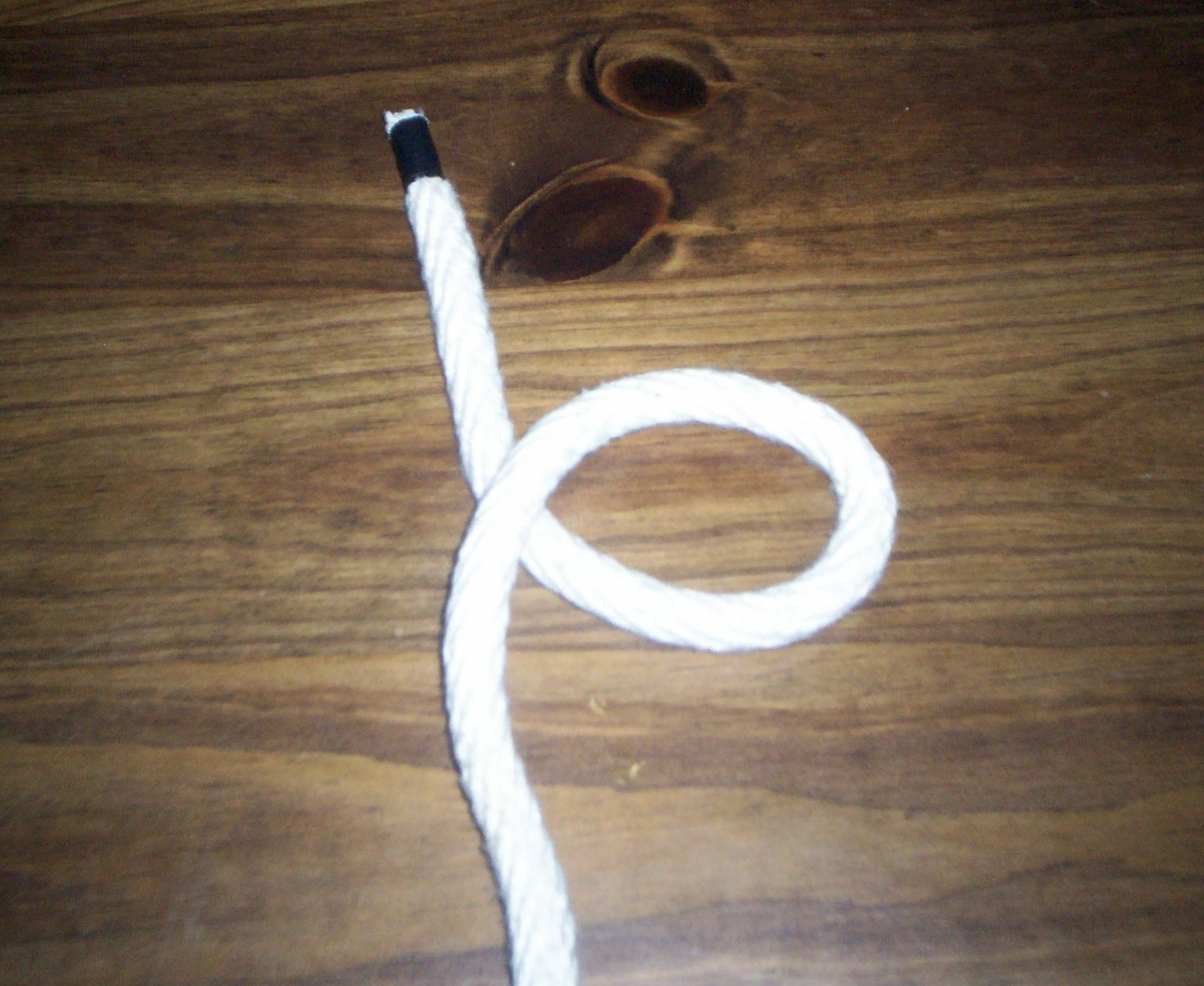
ステップ1
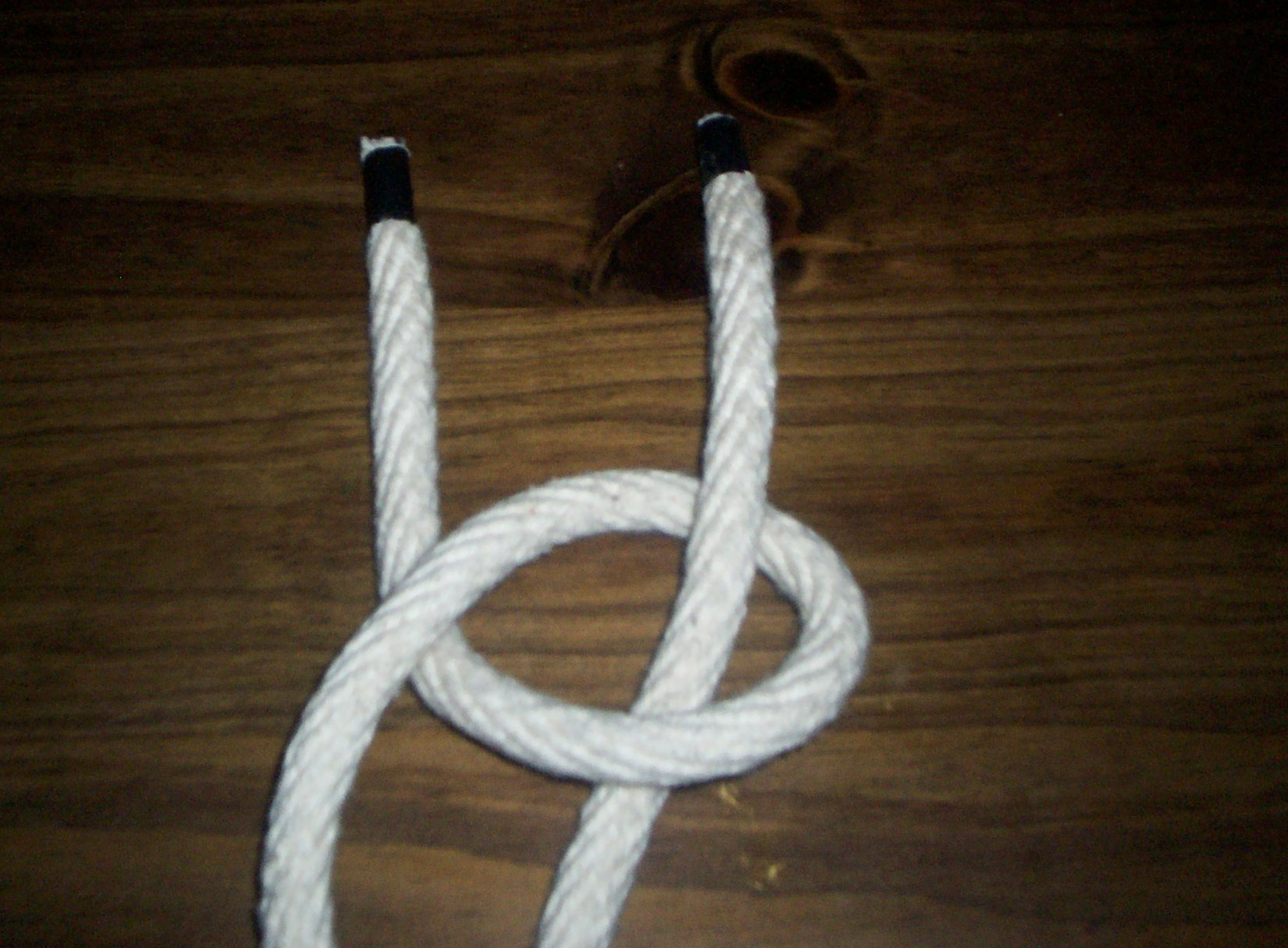
ステップ2
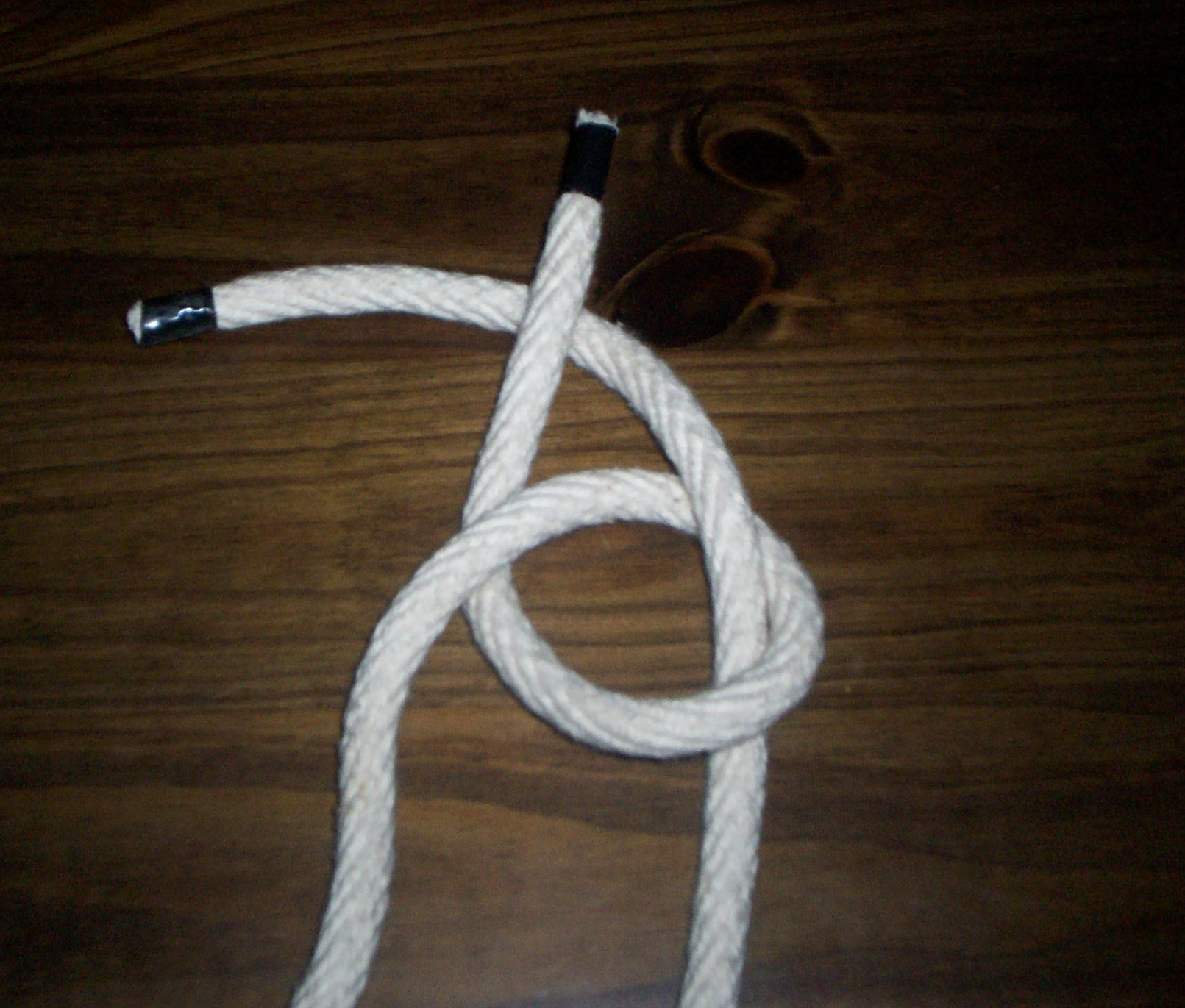
ステップ3
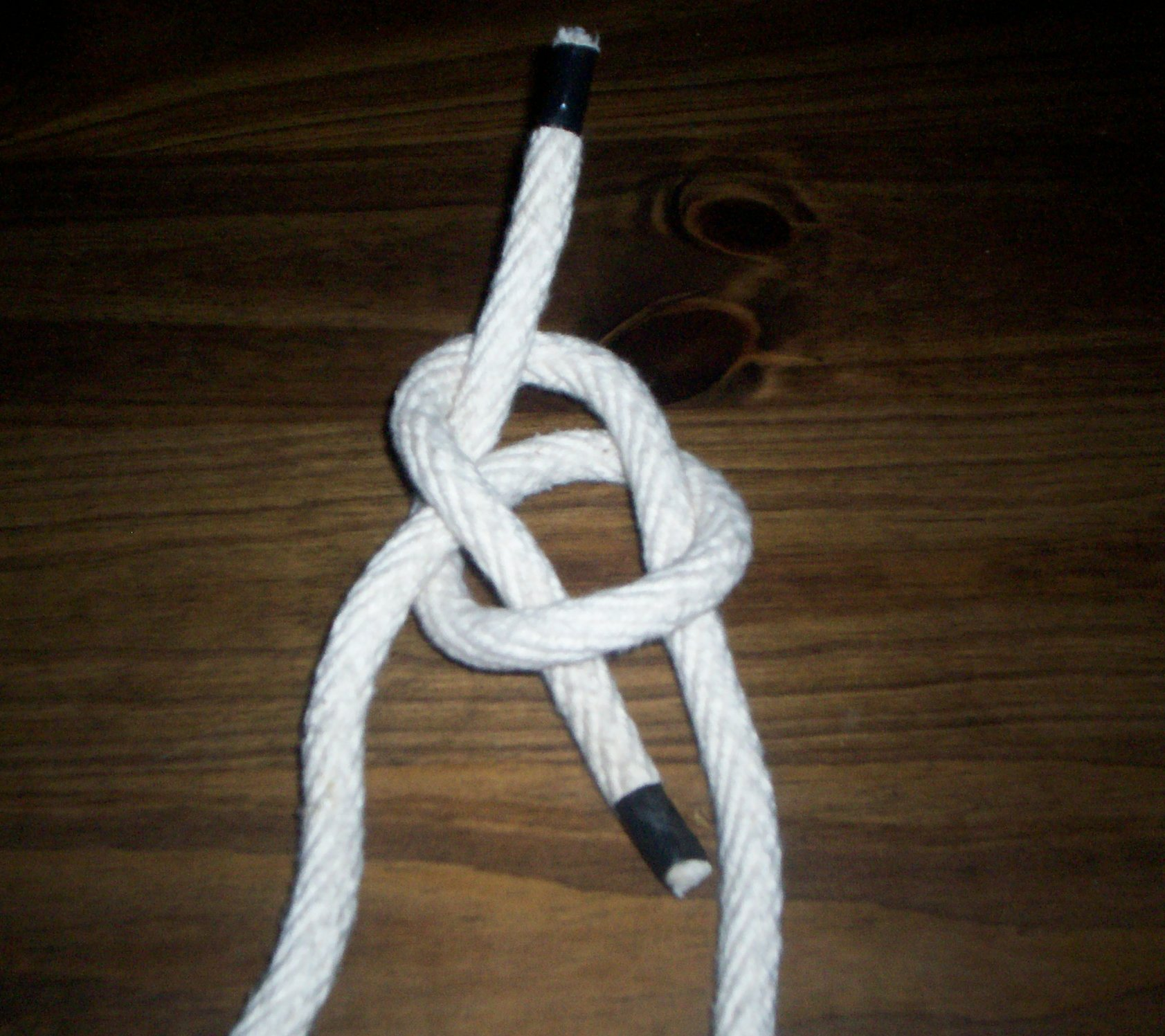
ステップ4

## 特徴・用途
ロープの端に輪をつくる結び方には輪の大きさがかわるものとかわらないものの2種類があるが、もやい結びでつくった輪は、荷重がかかっても結び目の部分が動かず輪の大きさがかわらない。また、大きな力にも耐える強度を持つ堅牢な結びでありながら、その後は（ロープが水で濡れていたりしても）簡単にほどくことができる。そのため、例えば以下のような用途で用いられる。
- 船舶関係の諸作業。特に船の繋留用ロープを埠頭のボラードに固定する際には、強度が高く付け外しが素早いことから大型船から小型のボートまで対応できる[10][11]。ただし近年の大型船では係留用のもやい綱の先に輪がつくってあるので（輪つなぎ）、主に小型船の係留に用いられる[12]。
- ロープを使って人を吊るすとき[8]。登山ではブーリン結びともいわれるが[13][14]、現在ではクライミングなどの際の自己確保としては後述する変形もやい結びや二重8の字結びが通常のもやい結びの代わりに使われている[15]。
- バケツや梯子を上げ下げするとき[16]。その他、各種作業、物の固定など。

結び目の無いロープの強度（破断強度）に対するもやい結びを施したロープの強度は4割程度と低めになる。ただし変形もやい結びの中には、その強度が結び目の無いロープの7割強程度に上昇する種類もある。
輪は一方向の荷重に対しては大きさが変わらず強度を発揮するが、複数方向の荷重（リング荷重）では簡単に結び目がゆるみ、ほどけてしまうため注意を要する。

## 関連する結び目
一重継ぎ・機結び（はたむすび）
ロープや紐の端と端をつなぎ合わせる結び方のひとつ。
二重もやい結び
ロープを二重にしてもやい結びをつくる方法で、救助活動などに使われるが、自力でロープを保持できない怪我人に対しては使うべきでないとされる。
イングリッシュマンズ・ノット
もやい結びと止め結びの組み合わせによる結び目。水に濡れると解けにくくなる。
釣りにおいては「フリーノット」とも呼ばれ、ルアーを結ぶ際に使われる。輪があるためルアーに動きを付けやすい。
スペイン式ボーラインノット
スペイン式もやい結び、スペインもやいとも。
2つの輪をつくる結び方で、はしごを吊るすのに使ったり、二重もやい結びと同様に救助活動に使われる。通常のもやい結びとは構造の異なる別種。
強化もやい結び（変形もやい結び）
滑りやすいロープでも末端が引き込まれないよう（解け難いよう）巻き数を増やすなどした改造型で、いくつかのバリエーションが存在する。もっとも知られている強化型の一つが、動端を輪に巻き付けて上に持って行き結び目の穴に通すといったもの。
ただし、いずれの強化型も、結び目に何らかの変更を加えたことにより、もやい結び本来の長所（「覚えやすいシンプルな構造」「自分の体に片手で結べる」「ほどきやすい」など）を失っており、機能性・万能性で通常のもやい結びに優るわけではない（単純な置き換えはできない）。また、強化型は多少複雑になるため、誤った手順がインターネット上に出回るなどの問題も起きている。もやい結び本来の長所を活かすために、「結び目の部分は改造せず、ロープ末端に安全策を講じる（例：コブを作る、周囲に留め結ぶ）」といった基本が見直されている。